# Strasburg (Virgínia)
Strasburg és una població dels Estats Units a l'estat de Virgínia. Segons el cens del 2000 tenia 4.017 habitants.

## Demografia
Segons el cens del 2000, Strasburg tenia 4.017 habitants, 1.773 habitatges, i 1.086 famílies. La densitat de població era de 492,4 habitants per km².
Dels 1.773 habitatges en un 30,4% hi vivien nens de menys de 18 anys, en un 43,9% hi vivien parelles casades, en un 12,9% dones solteres, i en un 38,7% no eren unitats familiars. En el 33,1% dels habitatges hi vivien persones soles el 14,3% de les quals corresponia a persones de 65 anys o més que vivien soles. El nombre mitjà de persones vivint en cada habitatge era de 2,27 i el nombre mitjà de persones que vivien en cada família era de 2,87.
Per edats la població es repartia de la següent manera: un 24,7% tenia menys de 18 anys, un 7% entre 18 i 24, un 32% entre 25 i 44, un 21% de 45 a 60 i un 15,3% 65 anys o més.
L'edat mediana era de 37 anys. Per cada 100 dones de 18 o més anys hi havia 85,8 homes.
La renda mediana per habitatge era de 32.724$ i la renda mediana per família de 40.978$. Els homes tenien una renda mediana de 29.750$ mentre que les dones 21.755$. La renda per capita de la població era de 17.697$. Entorn del 5,3% de les famílies i el 9,7% de la població estaven per davall del llindar de pobresa.

## Poblacions més properes
El següent diagrama mostra les poblacions més properes.